# Pillans Lake
Der Pillans Lake ist ein See im Zentrum des australischen Bundesstaates Tasmanien.
Der See liegt im zentralen Hochland nordöstlich des Walls-of-Jerusalem-Nationalparks. In ihm entsteht der James River. 
In diesem See gibt es Bachforellen.